# Fredrik Christoffer Dohna
Fredrik Christoffer Dohna, född 28 december 1663, död 9 juli 1727 i Wismar, var en svensk greve, militär och ämbetsman. Han var son till Christoff Delphicus zu Dohna och far till Carl August Dohna och Fredrik Ludvig Dohna.
Dohna deltog 1685 under Otto Wilhelm Königsmarck i kriget mot turkarna på Morea, och var därefter i svensk krigs- och diplomattjänst men tog 1692 avsked och blev generalmajor och 1700 generallöjtnant i brandenburgsk tjänst. Från 1697 var han Brandenburgs sändebud i Sverige. 1700 blev Dohna svensk generallöjtnant och 1722 president i tribunatet i Wismar.